# کنفرانس بین‌المللی جمعیت و توسعه

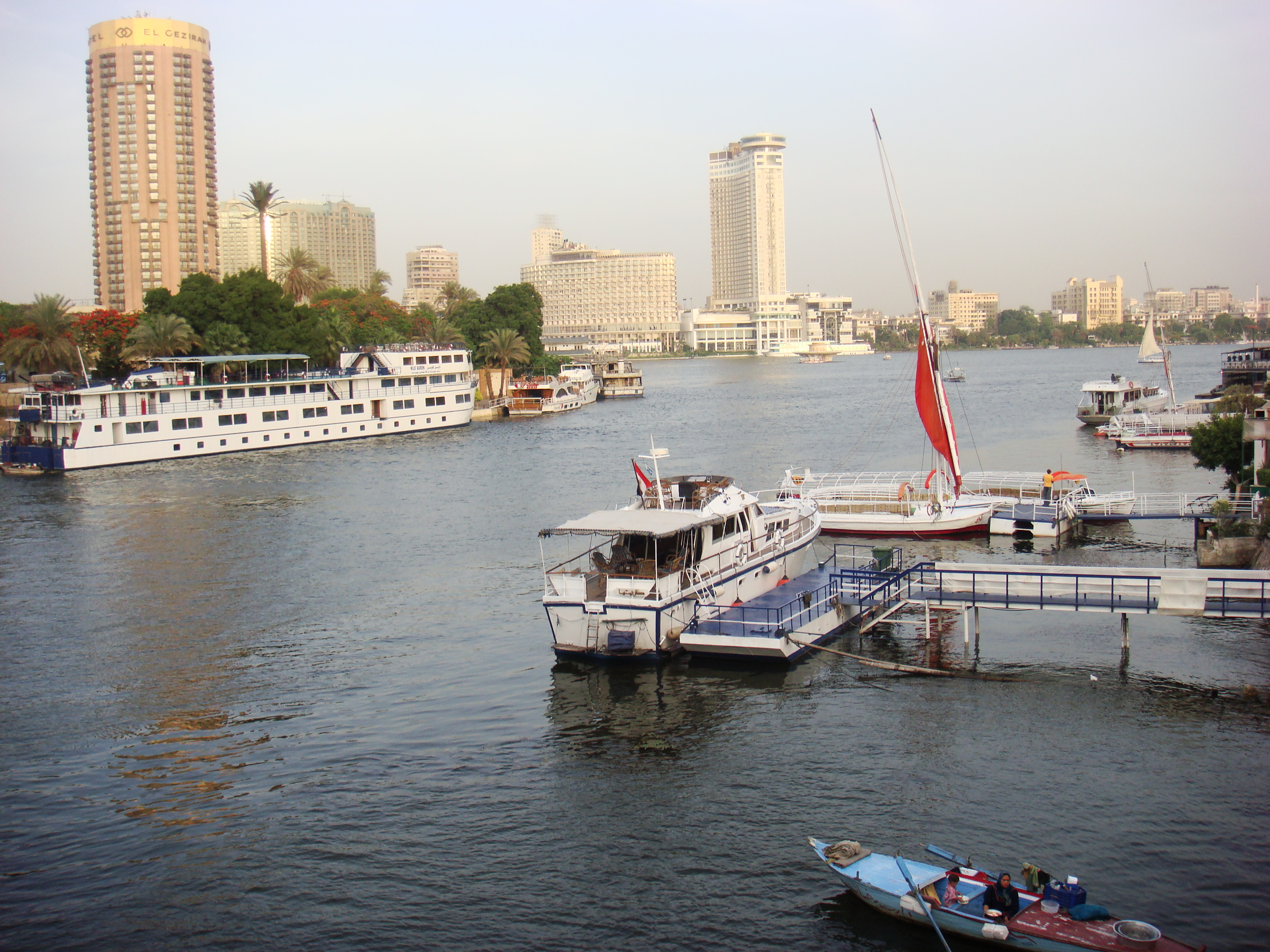
محل کنفرانس بین‌المللی جمعیت و توسعه

سازمان ملل متحد نشستی را با نام کنفرانس بین‌المللی جمعیت و توسعه (به انگلیسی: International Conference on Population and Development) که با نام اختصاری آی‌سی‌پی‌دی (به انگلیسی: ICPD) نیز از آن یاد می‌شود در شهر قاهره و در کشور مصر از تاریخ ۵ تا ۱۳ سپتامبر ۱۹۹۴ برگزار کرد.نتیجهٔ آن سند راهنمای قانونی برای صندوق جمعیت سازمان ملل متحد است.
۲۰٬۰۰۰ نماینده از دولتهای مختلف نمایندگان سازمان ملل و رسانه‌ها جهت بحث دربارهٔ موضوعات مختلف از جمله مسائل مربوط به جمعیت، مهاجرت، مرگ‌ومیر نوزادان، پیشگیری از بارداری، تنظیم خانواده، تحصیلات زنان و حفاظت از زنان در برابر خدمات غیر ایمن سقط جنین گرد هم آمدند.

## زمینه و تاریخ
نخستین کنفرانس جمعیت جهانی توسط جامعه ملل و مارگارت سنگر سازمان یافت که از ۲۹ اوت تا ۳ سپتامبر ۱۹۲۷ در سل سنترال و در ژنو، سوئیس برگزار شد.
سازمان ملل متحد پشتیبان نخستین کنفرانس جمعیت جهانی که در سال ۱۹۵۴ در رم انجام گرفت و همچنین دومین آن که در سال ۱۹۶۵ بلگراد بود و سومین کنفرانس جمعیت جهانی در سال ۱۹۷۴ که در شهر بخارست برگزار شد و همین‌طور چهارمین کنفرانس در ۱۹۸۴ که مکزیکو سیتی انجام می‌شد نیز بود.

## طرفداری و انتقاد
این کنفرانس توجه زیادی را به دلیل اختلافات در مورد ادعای حقوق باروری از طرف رسانه‌ها به خود جلب کرد.
سریر مقدس و چندین کشور بزرگ اسلامی از  منتقدان سرسخت آن بودند. همین‌طور رئیس‌جمهور وقت آمریکا بیل کلینتون به دلیل شرکت در این کنفرانس مورد انتقادات زیادی از طرف  محافظه‌کاران قرار گرفت با نظر به اینکه رونالد ریگان در کنفرانس پیشین که در سال ۱۹۸۴ و در شهر مکزیکو سیتی بود شرکت نکرد و آن را مورد حمایت مالی نیز قرار نداد. در آن زمان سخنگوی رسمی دفتر سریر مقدس اسقف اعظم رناتو مارتینو بود.

### سقط جنین
در طول کنفرانس بین‌المللی جمعیت و توسعه و پس از آن برخی از گروه‌های علاقمند تلاش کردند تا بهداشت باروری را طوری تفسیر کنند تا به عنوان تنظیم خانواده یا حق سقط جنین در نظر گرفته شود. با این حال، این تفاسیر منعکس کننده اجماع به دست آمده در کنفرانس نبود.
برای اتحادیه اروپا، که قوانین مربوط به سقط جنین محدودیت کمتری از جاهای دیگر است، ریاست شورا به وضوح اعلام کرده‌است که تعهد شورا برای ارتقاء «سلامت باروری» شامل ترویج و تبلیغ سقط جنین نمی‌شود. به همین ترتیب، کمیسیون اروپا در پاسخ به پرسش یکی از نمایندگان پارلمان اروپا، توضیح داد:
اصطلاح «سلامت باروری» توسط سازمان ملل متحد در سال ۱۹۹۴ در کنفرانس بین‌المللی جمعیت و توسعه قاهره تعریف شد. کشورهای عضو اتحادیه برنامه اقدام تصویب شده در قاهره را تأیید کردند. اتحادیه هرگز تعریفی جایگزین از «سلامت باروری» را در تعریف برنامه اقدام اتخاذ نکرده‌است، که هیچ اشاره ای به سقط جنین ندارد.
در رابطه با ایالات متحده، فقط چند روز قبل از کنفرانس قاهره، رئیس هیئت نمایندگی ایالات متحده، معاون رئیس‌جمهور ال گور، برای این پرونده اعلام کرده بود:
«اجازه دهید یک موضوع غلط را از روی میز برداریم: ایالات متحده به دنبال ایجاد حق بین‌المللی جدید برای سقط جنین نیست و ما معتقد نیستیم که سقط جنین باید به عنوان روش تنظیم خانواده تشویق شود.»
چند سال بعد، موضع دولت ایالات متحده در این بحث توسط الن سائوربری سفیر ایالات متحده در سازمان ملل متحد مورد تأیید دوباره قرار گرفت، هنگامی که وی در جلسه کمیسیون سازمان ملل متحد دربارهٔ وضعیت زنان اظهار داشت که: "سازمان‌های غیردولتی در تلاش هستند تا ادعا کنند که پکن به نوعی به ایجاد حق بنیادی شناخته شده بین المللی برای سقط جنین کمک می‌کند یا به آن کمک می‌کند "

## اهداف
طبق اعلام رسمی کنفرانس بین‌المللی جمعیت و توسعه نمایندگان کنفرانس در مورد چهار هدف کمی و کیفی زیر به توافق رسیدند:
1. آموزش جهانی: آموزش ابتدایی جهانی در همهٔ کشورها تا سال ۲۰۱۵. تشویق کشورها جهت ارائه دسترسی گسترده‌تر به زنان برای تحصیلات متوسطه و بالاتر و همچنین آموزش‌های فنی و حرفه ای.
2. کاهش مرگ‌ومیر کودکان و نوزادان : کشورها باید تلاش کنند تا میزان مرگ و میر نوزادان و کودکان زیر ۵ سال را تا یک سوم یا به ۵۰ تا ۷۰ مرگ در هر ۱۰۰۰ عدد تا سال ۲۰۰۰ کاهش دهند. تا سال ۲۰۱۵ همهٔ کشورها باید به میزان زیر ۳۵ در ۱۰۰۰ تولد زنده و زیر پنج سال برسند.
3. کاهش مرگ مادران: کاهش ۱/۲ مرگ و میر مادران از سطح ۱۹۹۰ عدد تا سال ۲۰۰۰ و ۱/۲ همان مقدار تا سال ۲۰۱۵. نابرابری‌ها در مرگ و میر مادران در داخل کشورها و بین مناطق جغرافیایی، گروه‌های اقتصادی-اجتماعی و قومی باید کاهش یابد.
4. دسترسی به خدمات بهداشت باروری و جنسی از جمله تنظیم خانواده: مشاورهٔ تنظیم خانواده، مراقبت‌های قبل از زایمان، زایمان ایمن و مراقبت‌های بعد از زایمان، پیشگیری و درمان مناسب ناباروری، پیشگیری از سقط جنین و مدیریت عواقب سقط جنین، درمان عفونت‌های دستگاه تناسلی، بیماری‌های مقاربتی و سایر شرایط بهداشت باروری؛ و آموزش، مشاوره، در صورت لزوم، در مورد جنسیت انسان، سلامت باروری و والدین مسئول. خدمات مربوط به اچ‌آی‌وی/ایدز، سرطان سینه، ناباروری و زایمان باید در دسترس باشد. جلوگیری فعالانه از ختنه زنان (FGM).

## شرکت کنندگان
- دستور کار ملی عدالت باروری زنان سیاه‌پوست (۱۹۹۴)[۷]

## ۲۵امین کنفرانس بین‌المللی جمعیت و توسعه در اجلاس نایروبی
کنفرانس بین‌المللی جمعیت و توسعه در نوامبر ۲۰۱۹ در شهر نایروبی برگزار شد. این نشست ۲۵ امین سال برگزاری این کنفرانس بود.
دولتهای کنیا، دانمارک و صندوق جمعیت سازمان ملل متحد در حال برگزاری این اجلاس هستند و این یک بستر برای همه علاقمندان به پیگیری سلامت و حقوق جنسی و باروری است که شامل وظایف مسئولین، سازمان‌های جامعه مدنی (سازمان‌های مدنی)، سازمان‌های بخش خصوصی، گروه زنان، شبکه‌های جوانان، سازمان‌های با پایه مذهبی و غیره برای بحث و گفتگو است تا در مورد اقدامات تکمیلی برنامه اقدام کنفرانس بین‌المللی جمعیت و توسعه توافق کنند.

## سی امین کنفرانس بین‌المللی جمعیت و توسعه سازمان ملل متحد ((ICPD))
سی امین نشست تخصصی «پایداری اقتصادی پیری جمعیت» در سی‌امین نشست کنفرانس بین‌المللی جمعیت و توسعه سازمان ملل متحد (ICPD) 
کارگروه آموزشی نمایندگان پارلمان‌های کشورهای آسیایی پیرامون روند رشد جمعیت در منطقه آسیا و اقیانوسیه در چارچوب بررسی فرآیند برگزاری سی‌امین نشست کنفرانس بین‌المللی توسعه و جمعیت سازمان ملل متحد ICPD)) در بانکوک تشکیل شد این کارگروه یک روزه در 4 نشست تخصصی پیری جمعیت و کاهش باروری و جمعیت، بررسی خط و مشی جدید کنفرانس مذکور، پایداری اقتصادی پیری جمعیت و نقش پارلمان‌ها در بررسی جمعیت در حوزه ((ICPD)) برگزار شد.  